# Hieronymus van Alphen
Pour les articles homonymes, voir Alphen.
Hieronymus van Alphen, né le 8 août 1746 à Gouda, décédé le 2 avril 1803 à La Haye, est un écrivain néerlandais. Il est le premier Néerlandais à avoir écrit des poèmes pour enfants.